# Freedom and Roam Uganda
Freedom and Roam Uganda (FARUG) est une organisation non gouvernementale ougandaise féministe luttant pour les droits des femmes lesbiennes, bisexuelles, trans, intersexes et queer. Elle est fondée en 2003 par Kasha Jacqueline Nabagesera.

## Historique

### Fondation
Freedom and Roam Uganda est fondé le 4 juillet 2003 par Kasha Jacqueline Nabagesera, une femme au premier plan du mouvement LGBTI+ en Ouganda, Victor Mukasa (en) et Taz Musisi. L'organisation est à l'origine réservée uniquement aux lesbiennes. Son nom signifie en français « liberté et libre circulation », exprimant la volonté de pouvoir se déplacer librement dans une société ouverte et égalitaire. Son siège est situé dans le quartier Ntinda (en) de la capitale, Kampala. Elle est membre de l'International Lesbian, Gay, Bisexual, Trans and Intersex Association.

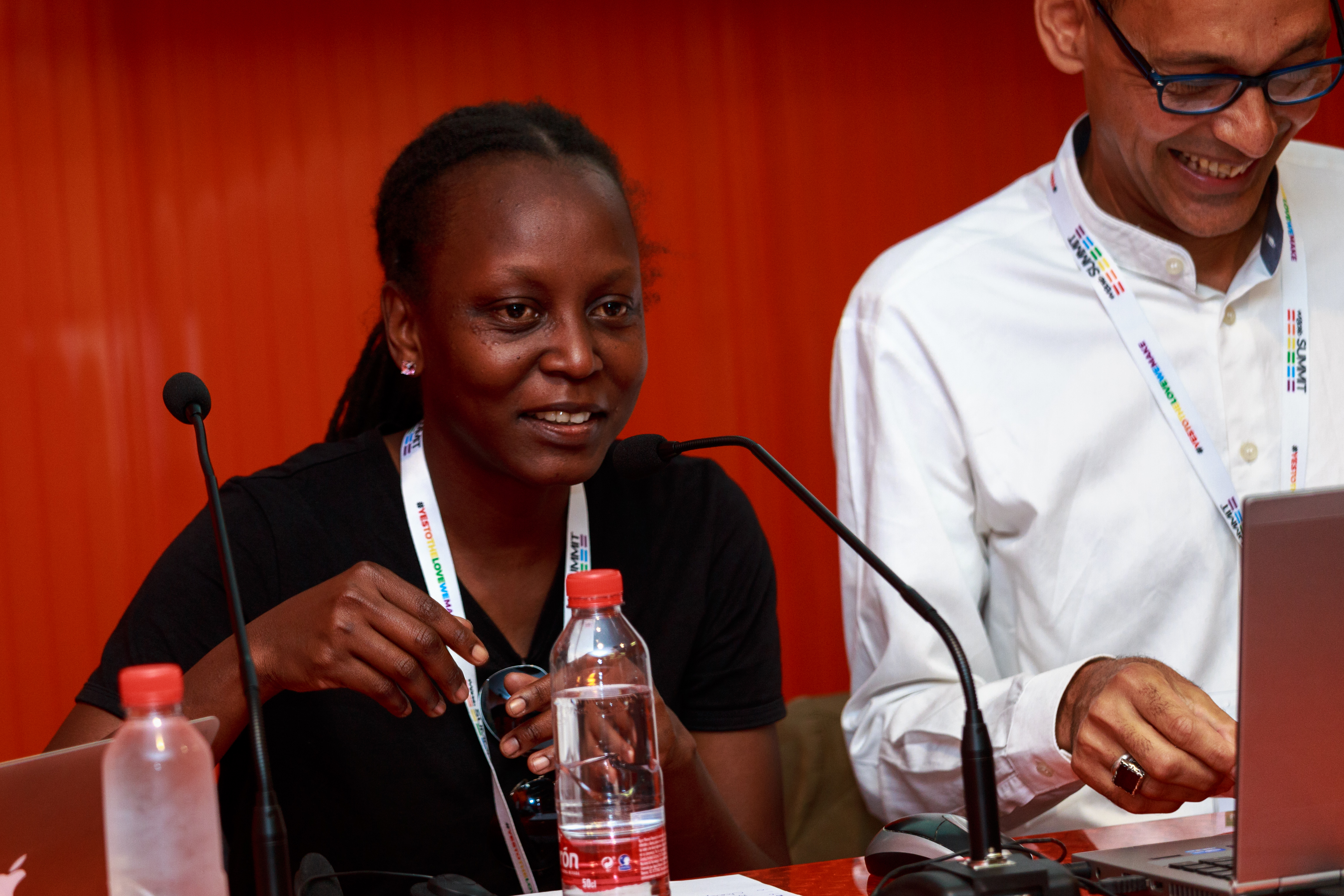
Kasha Jacqueline Nabagesera, ici en 2017.

Lors de sa création, FARUG est la première organisation de lesbiennes et de femmes LBTIQ du pays et la première ouvertement militante LGBTI+ du pays, le militantisme LBTI+ n'étant jusque là que clandestin, anonyme et informel. Composée principalement de femmes de communautés marginalisées, elle a pour but d'obtenir la pleine égalité pour les femmes et les personnes LGBTIQ, d'éliminer toutes les formes de discrimination fondées sur l'orientation sexuelle ainsi que le chauvinisme, le patriarcat et les cultures d'oppression envers les femmes. Elle critique la négligence des problématiques féminines dans le militantisme : à la création de FARUG, l'unique ONG d'importance est Spectrum Uganda, fondée par et pour des hommes ayant des rapports sexuels avec des hommes.
Dès sa première année d'existence, FARUG influence la création de plusieurs autres groupes indépendants. Pour coordonner les actions de ces groupes qui parfois n'ont même pas connaissance l'un de l'autre, Victor Mukasa fonde en 2004 l'ONG faîtière Minorités sexuelles en Ouganda avec FARUG, Spectrum Uganda et seize autres organismes LGBTI+.

### Premières actions
D'après un récit de Nabagesera publié en 2010 par Feminist Africa (en), Freedom and Roam Uganda accède à la notoriété un an après sa fondation, lorsqu'elle se mobilise à la suite du suicide d'une adolescente lesbienne. Cette dernière s'est tuée dans son école après en avoir été exclue temporairement, renvoyée de chez elle puis fouettée en public devant les autres élèves de l'école en raison de sa sexualité. Sa mort est ignorée par le gouvernement comme par les organisations de droits humains. Toujours selon Nabagesera, en condamnant publiquement les autorités scolaires et le silence des autorités et des associations FARUG parvient à médiatiser l'affaire. De par l'exposition médiatique, FARUG voit son nombre de membres augmenter. Cependant, plusieurs militantes originelles quittent le navire, de peur d'être trop exposées,.
Nabagesera raconte qu'après leur première campagne de sensibilisation, organisée en 2007 avec SMUG, plusieurs hommes gays demandent à pouvoir intégrer l'ONG. Leur participation est refusée, en vertu d'un principe non-mixte lesbien. Elle explique que cela permet d'avoir un « espace sûr » pour lesbiennes et parce que « les membres de FARUG ne veulent pas que les hommes, quelle que soit leur orientation sexuelle ou leur origine, ne viennent imposer leur autorité comme ils le font dans toutes les autres sphères de la vie ». Néanmoins, explique Nabagesera, les militantes de FARUG apportent leur « aide et [leur] soutien » aux « frères homosexuels » dans principe de « soutien mutuel », et ce, sans dénier « les principes et l'identité lesbienne,. »

### Années 2010
FARUG lance un projet de recherche sur l'homosexualité dans la période pré-coloniale en Ouganda en 2012.
Kasha Jacqueline Nabagesera dirige l'association jusqu'au 1er juillet 2013, date à laquelle elle est remplacée par Junic Wambya,.

## Actions notables

Ancien logo de FARUG.

Freedom and Roam Uganda mène des rencontres culturelles et des espaces d'échanges réguliers entre lesbiennes. Cela permet, d'après Kasha Jacqueline Nabagesera, de libérer la parole et de diffuser des œuvres sur des sujets inabordables dans l'espace public. Des ateliers de réflexion politique sont également organisés, dont certains où les hommes sont invités.

### Opposition à la loi anti-homosexualité
FARUG agit contre un projet de loi anti-homosexualité présenté en 2009, qui prévoit de criminaliser l'homosexualité avec des peines de prison, et, dans certaines conditions, des condamnation à mort. Le militantisme de FARUG et de Minorités sexuelles en Ouganda (SMUG), qui sollicitent plusieurs organismes internationaux féministes et pour les droits humains, permet une mobilisation internationale contre le texte. Sous la pression internationale, le projet de loi est refusé par le parlement en mai 2011.
Le projet est cependant relancé quelques mois après ; Freedom and Roam Uganda reprend alors sa campagne d'opposition, intitulée « Hate no more » (« Ne haïssez plus »). L'organisation réalise des actions d'affichage, des distributions de tracts, plusieurs évènements et des brochures éducatives. Leur siège subit un cambriolage en juillet,, leurs ordinateurs, imprimantes et bases de données sont volés.

### Plainte contreRolling Stone
En octobre 2010, Kasha Jacqueline Nabagesera est visée par le magazine Rolling Stone (en) (sans rapport avec l'homonyme américain). Il publie les noms, adresses et photos d'une centaine d'Ougandais et Ougandaises présumés homosexuels et appelle à les pendre. Nombre d'entre eux sont victimes de violences homophobes et Nabagesera doit fuir le pays.
Avec des membres de SMUG eux aussi visés, Nabagesera porte plainte contre le tabloïd ; il est condamné en janvier de l'année suivante pour avoir « menac[é] terriblement leur droit à la dignité humain » et avoir violé leur droit à la vie privée. Le même mois, David Kato, une figure de la lutte gay dans le pays et membre de SMUG, qui a été nommé par Rolling Stone, est tué à son domicile.

## Répression
Menacée en raison des menaces son engagement, Kasha Jacqueline Nabagesera est régulièrement obligée de déménager
En février 2012, une conférence sur les droits LGBTI+ organisée à Entebbe par Freedom and Roam Uganda, à laquelle participe une trentaine de personnes, subit une descente de police. Cette dernière empêche la poursuite de la réunion. À l'origine de l'action se trouve le ministre de l'Éthique et de l'Intégrité Simon Lokodo (en), qui déclare après coup avoir défait un « rassemblement illégal » de « terroristes » « qui planifient la destruction [du] pays ». Il tente sans succès de faire arrêter Kasha Jacqueline Nabagesera. Son attaque est condamnée par Amnesty International.

## Soutiens internationaux
Freedom and Roam Uganda bénéficie d'un soutien financier de la Fondation Hirschfeld-Eddy, un organisme berlinois contribuant au niveau international à la lutte pour les droits humains LGBTI+. En 2012, le magazine lesbien allemand L-Mag (en)  organise un appel aux dons pour l'organisation au sein de la communauté LGBTI+ de son pays. Grâce à une vente de t-shirts, elle réunit 1 500 €, remis à la Fondation Hirschfeld-Eddy.